# Christian Gottlieb Ludwig
Christian Gottlieb Ludwig ( * 30 de abril de  1709 Brzeg, Silesia-7 de mayo de  1773 ) fue un médico, botánico, pteridólogo, briólogo y algólogo alemán. Fue el padre de Christian L. Ludwig (1749-1784), conocido por sus traducciones de los expeimentos científicos de Joseph Priestley.
En 1728 comienza estudios de medicina y de botánica en la Universidad de Leipzig, pero por falta de fondos se vio forzado a discontinuar sus estudios y tomar un trabajo como botánico en una expedición al África bajo la conducción del naturalista Johann E. Hebenstreit (1703-1757). 
En 1733 retomó los estudios, y para 1736 daba conferencias en Leipzig. En 1737 avanzó en su doctorado, asistido por Augustin F. Walther (1688-1746), y en 1740 era profesor asociado de medicina. En Leipzig sería subsecuentemente profesor titular de medicina, en 1747, de patología en 1755 y de terapéutica en 1758.
Ludwig es recordado también por su fructífera correspondencia con el genial Linneo, particularmente en sus discusiones de los últimos sistemas de clasificación.

## Honores
El mismo Linneo lo nombra en el género Ludwigia L. 1753
- La abreviatura «Ludw.» se emplea para indicar a Christian Gottlieb Ludwig como autoridad en la descripción y clasificación científica de los vegetales.[3]

## Algunas publicaciones
- De vegetatione plantarum marinarum. 1736
- De sexu plantarum. Disertación, 1737
- De deglutitione naturali et praeposterea… Leipzig, 1737 (Disertación con Augustin Friedrich Walther)
- Institvtiones historico-physicae regni vegetabilis in usum auditorum adornatae... 1742
- Institvtiones medicinae clinicae praelectionibus academicis accomodatae. 1758
- De lumbricis intestina perforantibus. 1761
- Ectypa vegetabilium. 1760-1764
- Adversaria medico-practica. 3 volúmenes 1769-1773
- Commentarii de rebus in scientia naturali et medicina gestis (Zeitschrift 1752-1806, Mitgründer)